# Micrurus tschudii
Espèce
Synonymes
- Elaps tschudii Jan, 1858
- Micrurus olssoni Schmidt & Schmidt, 1925

Micrurus tschudii est une espèce de serpents de la famille des Elapidae. 

## Répartition
Cette espèce se rencontre en Équateur, au Pérou et en Bolivie.

## Description
C'est un serpent venimeux.

## Liste des sous-espèces
Selon The Reptile Database (13 septembre 2011) :
- Micrurus tschudii olssoni Schmidt & Schmidt, 1925
- Micrurus tschudii tschudii (Jan, 1858)

## Étymologie
Cette espèce est nommée en l'honneur de Johann Jakob von Tschudi. La sous-espèce Micrurus tschudii olssoni est nommée en l'honneur de Axel A. Olsson

## Publications originales
- Jan, 1858 : Plan d'une iconographie descriptive des ophidiens et description sommaire de nouvelles espèces de serpents. Revue et Magasin de Zoologie Pure et Appliquée, Paris, sér. 2, vol. 10, p. 438-449 & 514-527 (texte intégral).
- Schmidt & Schmidt, 1925 : New coral snakes from Peru. Report on results of the Captain Marshall Field expeditions. Publication (Field Museum of Natural History, Zoological series vol. 12, no 10, p. 129-134 (texte intégral).